# Hughes H-4 Hercules

Сравнение четырёх самых больших самолётов мира:
Hughes H-4 Hercules (жёлтый)
Airbus A380-800 (красный)
Boeing 747-8 Intercontinental (синий)
Ан-225 «Мрия» (зелёный)

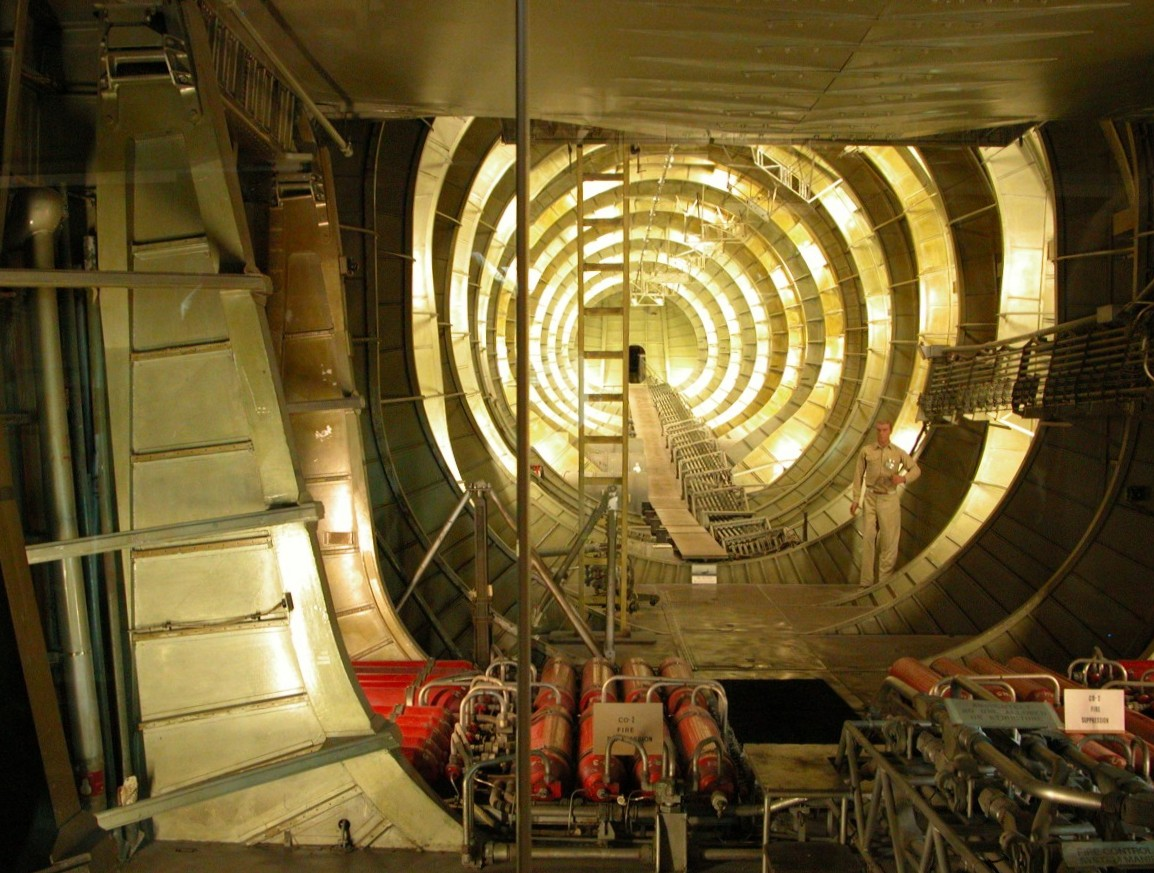
Внутри фюзеляжа

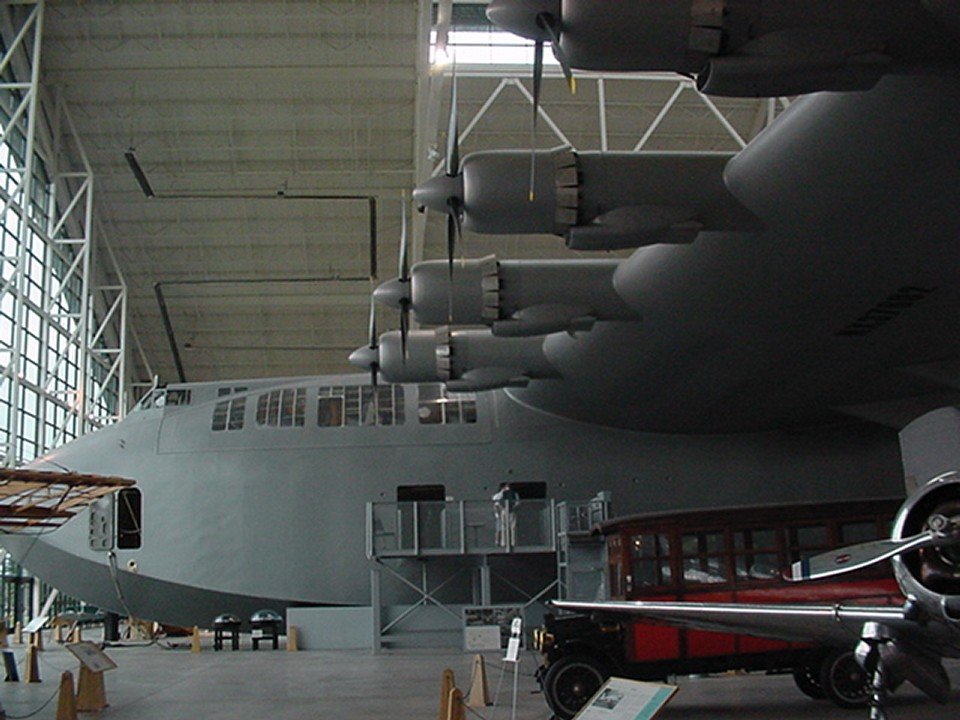
Высота: 24,08 м

Хьюз H-4 Геркуле́с (англ. Hughes H-4 Hercules) — транспортная летающая лодка, сделанная из композита дерева, разработанная американской фирмой Hughes Aircraft под руководством Говарда Хьюза. Этот 136-тонный самолёт, первоначально обозначенный НК-1 и получивший неофициальное прозвище Spruce Goose (дословно «Еловый гусь», но несмотря на своё прозвище, самолёт построен практически полностью из берёзы, точнее из выклеенной по шаблону берёзовой фанеры), был самой большой когда-либо построенной летающей лодкой, а размах его крыла в 98 метров оставался рекордным до 31 мая 2017 года (почти 70 лет), когда был предъявлен журналистам двухфюзеляжный транспортный самолёт Stratolaunch с размахом крыльев 117 метров. Летающая лодка была предназначена для транспортировки 750 солдат при полном снаряжении.

## История создания
В начале Второй мировой войны правительство США выделило Хьюзу 13 миллионов долларов на изготовление прототипа летающего судна, но к окончанию военных действий летательный аппарат готов не был, что объяснялось нехваткой алюминия, а также упрямством Хьюза, стремившегося создать безупречную машину. Самолёт Hercules, пилотируемый самим Говардом Хьюзом, совершил свой первый и единственный полёт только 2 ноября 1947 года, когда поднялся в воздух с аэродрома острова Терминал на высоту 21 метр и покрыл приблизительно два километра по прямой над гаванью Лос-Анджелеса.
Хьюз поддерживал самолёт в рабочем состоянии до своей смерти в 1976 году, тратя на это до 1 миллиона долларов США в год. Из-за этого прозвище самолёта «Еловый гусь» в английском языке стало синонимом идиомы «белый слон», то есть имущества, содержать которое владельцу не по карману, а избавиться от него невозможно . После смерти Хьюза самолёт был отправлен в музей Лонг-Бич, Калифорния. В настоящее время является экспонатом Авиационного музея в Макминнвилле, штат Орегон, куда был перевезён в 1993 году. Самолёт ежегодно посещают около 300 000 туристов.

## Тактико-технические характеристики

### Технические характеристики
- Экипаж: 3 человека
- Длина: 66,45 м
- Размах крыла: 97,54 м
- Высота: 24,08 м
- Высота фюзеляжа: 9,1 м
- Площадь крыла: 1061,88 м²
- Максимальная взлётная масса: 180 тонн
- Масса полезной нагрузки: до 59 000 кг
- Запас топлива: 52 996 л
- Двигатели: 8 × воздушного охлаждения поршневые Pratt&Whitney R-4360-4A по 3000 л. с. (2240 кВт) каждый
- Пропеллеры: 8 × четырёхлопастных Hamilton Standard, диаметром 5,23 м

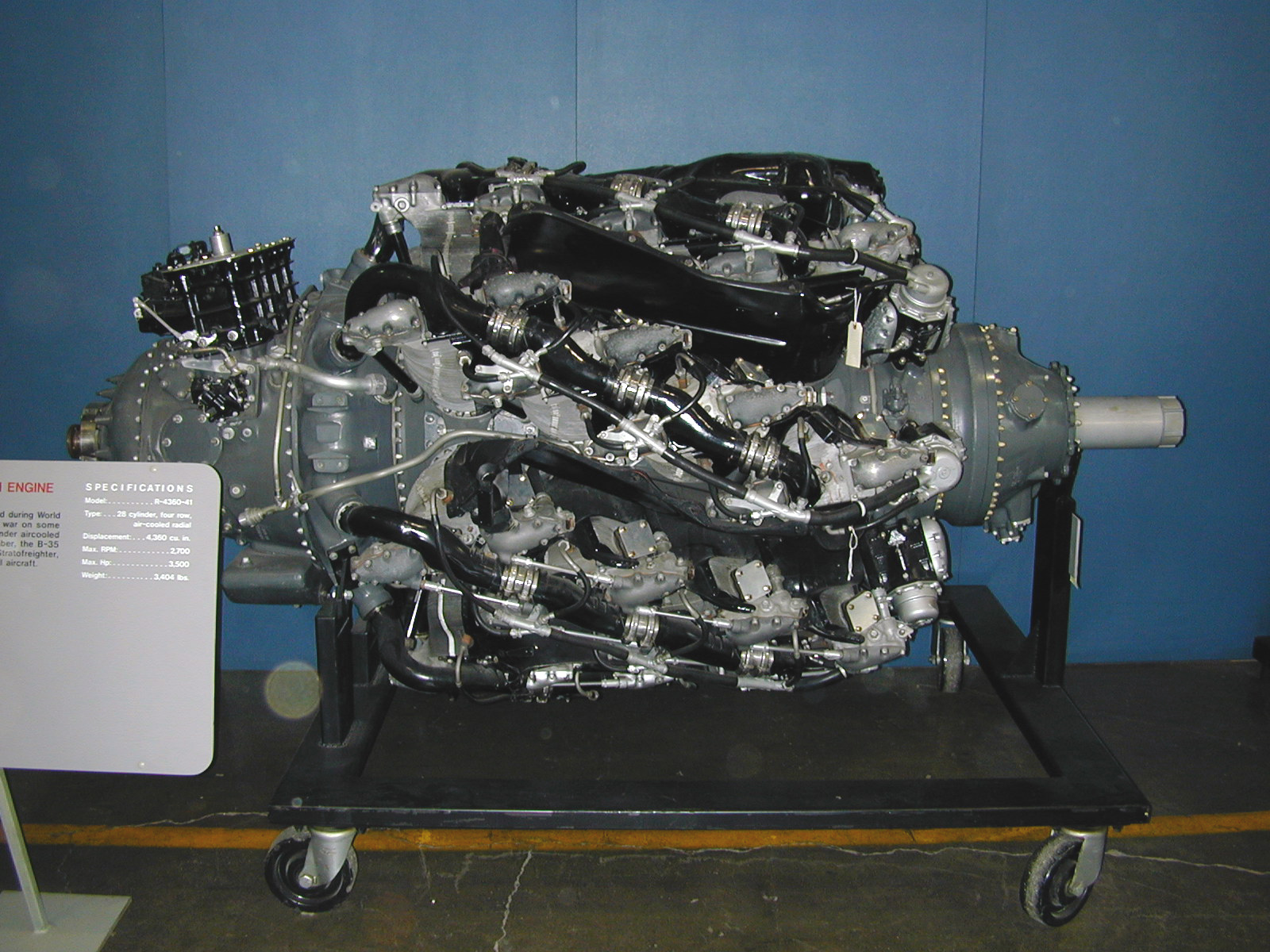
Pratt & Whitney R-4360 Объём 71,5 литров

### Лётные характеристики
- Максимальная скорость: 565,11 км/ч

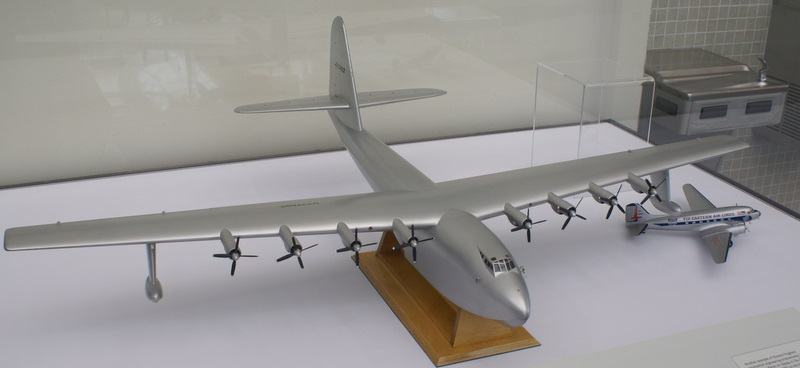
Hughes H-4 Hercules и DC-3

- Крейсерская скорость: 407,98 км/ч
- Дальность полёта: 5634 км
- Практический потолок: 7165 м

## В культуре
- Биография создателя самолёта Говарда Хьюза и испытания самолёта показаны в фильме Мартина Скорсезе «Авиатор».
- В мультфильме Hanna-Barbera 1987 года «Yogi Bear and the Magical Flight of the Spruce Goose» где главные герои отправляются в приключения на данном самолёте.
- В мультфильме «Финес и Ферб» главные герои построили самолёт из папье-маше под названием «Бумажный Пеликан», побив рекорд в размахе крыльев «Елового Гуся» ровно на один сантиметр. При этом Ферб оделся как Хьюз при исполнении музыкального номера.
- В сериале Leverage («Воздействие, или грабь награбленное») главные герои создали иллюзию подъёма в воздух, полёта и крушения «Геркулеса» с помощью голограмм и подделанных обломков фюзеляжа.
- «Еловый гусь» встречается в компьютерных играх L.A. Noire, Crimson Skies, причём в последней является единственным в игровом мире самолётом, существующим также в реальном мире.
- В мультсериале «Симпсоны»[4] упоминается гигантская фанерная летающая лодка «The Plywood Pelican» («Фанерный пеликан»), которая «весит больше, чем весь штат Нью-Гемпшир». Построенная миллиардером Чарльзом Бёрнсом по заказу Гитлера, она совершила один-единственный полёт на расстояние полутора метров и с тех пор хранится в аэрокосмическом музее Спрингфилда.